# Boisbriand
Boisbriand – miasto w Kanadzie, w prowincji Quebec, w regionie Laurentides i MRC Thérèse-De Blainville. W 1963 w zachodniej części miasta zamieszkała społeczność Żydów chasydzkich, zwana Kiryas Tosh. Liczy ona dziś ok. 3 tys. ludzi.
Liczba mieszkańców Boisbriand wynosi 26 483. Język francuski jest językiem ojczystym dla 86,7%, angielski dla 2,4% mieszkańców (2006).

## Sport
- Blainville-Boisbriand Armada – klub hokejowy